# گامنو
سید هومن شاهی که عموماً با نام هنری گامنو یا هومن گامنو شناخته می‌شود، خواننده موسیقی پاپ و هیپ هاپ و بازیگر تئاتر و تلویزیون اهل ایران است. او نخستین‌بار با اجرا در قطعهٔ «سوسن خانم» از گروه بروبکس به شهرت رسید. او بعداً در برنامهٔ خندوانه نیز قطعاتی نظیر «بخند خندوانه» و تیتراژ این برنامه را اجرا کرد.
گامنو علاوه بر اجرای موسیقی، در زمینهٔ بازیگری نیز فعالیت دارد و در مجموعه‌های تلویزیونی گلشیفته و زیر هم‌کف نیز به‌عنوان بازیگر حضور داشته‌است.

## فعالیت حرفه‌ای
گامنو اولین بار با اجرا در قطعهٔ «سوسن خانم» از گروه بروبکس به شهرت رسید و بعدها با اجرای موسیقی در برنامه‌ها و مجموعه‌های تلویزیونی ایران از موسیقی زیرزمینی جدا شد و به اجرای موسیقی مجاز روی آورد. او چندین قطعه از جمله موسیقی تیتراژ برنامهٔ خندوانه و قطعهٔ «بخند خندوانه» را در این برنامه اجرا کرده و به‌عنوان خوانندهٔ تیتراژ برنامه‌هایی دیگر نظیر کودک شو و خانه ما فعالیت داشته‌است. هرچند که بعدها و در پی ممنوع شدن فعالیت تلویزیونی او در سال ۱۳۹۸، صدای او از تیتراژ این دو برنامه حذف شد. گامنو اجرای قطعات موسیقی میانی و تیتراژ فیلم پویانمایی لوپتو (۱۳۹۷) را نیز برعهده داشته‌است.
او علاوه بر فعالیت در حیطهٔ موسیقی، در تئاترهای «شرقی غمگین» و «چهارمین شنبه»، و همچنین در مجموعه‌های تلویزیونی گلشیفته و زیر هم‌کف نیز به‌عنوان بازیگر حضور داشته‌است.